# Andrea Salsedo
Andrea Salsedo (Pantelleria, 21 settembre 1881 – New York, 3 maggio 1920) è stato un anarchico italiano.

## Biografia
Andrea Salsedo nasce il 21 settembre 1881 a Pantelleria (in provincia di Trapani), ove si avvicina ai movimenti politico riformisti a soli tredici anni. Figura carismatica in quegli anni, e sicuramente di ispirazione per Salsedo, è Luigi Galleani, confinato politico, che progetta e successivamente realizza una sorta di scuola popolare (precisamente Circolo Sociale) frequentata da alcuni giovani panteschi, nella quale potessero reciprocamente discutere di politica, anarchia e radicalismo sociale. Andrea Salsedo diventò uno dei più assidui frequentatori della contrada Velcimursà, in cui Luigi Galleani trasferì la base "logistica" del Circolo Popolare, grazie anche alla benevolenza dei fratelli Valenza che al Galleani donarono una casa proprio a Velcimursà.
Trascorsi gli anni al Circolo Sociale, Andrea Salsedo partì per gli Stati Uniti d'America per giungere a New York nel 1906. Qui ritrovò la sua vecchia conoscenza pantesca, Luigi Galleani. I due lavorarono a un'idea comune, un'informazione alternativa per gli anarchici newyorkesi, la rivista Cronaca Sovversiva. Salsedo, residente ormai a New York, oltre a fare l'editore e il sindacalista anarchico, scrisse alcuni articoli per il giornale diretto dal Galleani. Poco tempo dopo il Dipartimento di Giustizia americano incluse in una lista di sovversivi anarchici che fuggirono oltre il Rio Bravo per evitare la chiamata alle armi, anche Andrea Salsedo, Roberto Elia, Luigi Galleani, Bartolomeo Vanzetti, Nicola Sacco e molti altri. Gli agenti dei servizi segreti incominciarono così a pedinare proprio Salsedo e il compagno Elia.
Il 25 febbraio 1920 riuscirono ad arrestare i due per interrogarli su alcuni opuscoli sovversivi dal titolo Il piano e le parole. Salsedo (cui fu negata la possibilità di telefonare al proprio avvocato) fu trattenuto e sottoposto a interrogatori, nei quali (secondo la testimonianza di un altro fermato) fu sottoposto a metodi brutali. Il 3 maggio 1920 morì precipitando dal quattordicesimo piano del Park Row Building, dove erano siti i locali dell'FBI. L'FBI dichiarò trattarsi di suicidio e il Dipartimento di Giustizia e la polizia di New York negarono con fermezza ogni responsabilità nella sua morte.

## Cultura
- Per la commedia Morte accidentale di un anarchico Dario Fo si è ispirato alla morte di Giuseppe Pinelli, caduto da una finestra della questura di Milano, ma ha usato il nome di Salsedo per evitare rischi.[2]
- Nel film Sacco e Vanzetti (1971) di Giuliano Montaldo si fa più volte richiamo alla vicenda di Salsedo, amico di Bartolomeo Vanzetti.

## Curiosità
La tipografia Salsedo Press inc. di Chicago è così chiamata in onore dell'anarchico pantesco.